# 独占!!スポーツ情報
『独占!スポーツ情報』（どくせん スポーツじょうほう）は、1979年4月8日から2000年9月24日まで日本テレビ系列局で生放送されたスポーツニュースである。略称は『独スポ』。放送時間は毎週日曜18:30 - 19:00だが、毎年夏に放送される大型特別番組『24時間テレビ 「愛は地球を救う」』の際は休止。

## 概要
初期の頃は司会者の後ろに透明なアクリル板のセットがあり、その日取り上げる項目、あるいはその日のスポーツニュースに関連するイラストを専属のイラストレーターが生で「逆書き」にして描くのが恒例だった。スポーツイベントの多い日曜夕方に生放送でいち早く結果を伝えるとともに事前取材の特集もあった。野球がオフの期間も自局で取扱う全国高校サッカー、箱根駅伝等の結果、関連情報は詳しく伝えていた。
解説はサッカーにセルジオ越後、大相撲は元藤ノ川こと服部祐兒、タレントのロイ・ジェームスらが務めた。また、巨人戦の主催ゲームがナイターで開かれる場合、その球場（後楽園球場→東京ドーム）からの生中継（独占ミニ中継）が行われた。1990年代中頃には、東京ドームで開催される巨人戦を『どく中』及び『徳みっつナイター』と題し、実況の徳光和夫がゲスト(対戦球団のファンのタレントが多かった)と共に中継をしていた。
また、1999年春からは、番組の正式タイトルを「独占SPORTS情報」→「独占SPORTS」としていた。
2000年9月24日をもって21年半の歴史に幕を下ろした。10月1日からは、それまでの前枠で放送していた「ニュースプラス1・サンデー」と統合する形で、放送時間を30分から60分に拡大し「The独占サンデー」が開始された。
川合俊一がキャスターを務めた時期に放送された「スポーツウィークリー」のBGMには、かつて同局で放送された刑事ドラマ『大追跡』のオープニングテーマソング（演奏：YOU&Explosion Band、作曲：大野雄二）が使用されたことがあった。

## 歴代司会者
| 期間      | 期間      | メイン格   | サブ格                |
| --------- | --------- | ---------- | --------------------- |
| 1979.4.8  | 1983.9.25 | 松永二三男 | （なし）              |
| 1983.10.2 | 1986.3.30 | 小倉淳     | （なし）              |
| 1986.4.6  | 1989.3.26 | 神和住純   | 鷹西美佳              |
| 1989.4.2  | 1990.3.25 | 松尾雄治   | 鷹西美佳              |
| 1990.4.1  | 1991.3.31 | 松尾雄治   | 関谷亜矢子            |
| 1991.4.7  | 1994.3.27 | 川合俊一   | 関谷亜矢子 小野坂昌也 |
| 1994.4.3  | 1998.9.27 | 川合俊一   | 小野坂昌也 松本志のぶ |
| 1998.10.4 | 1999.3.28 | 川合俊一   | 松本志のぶ 藤井恒久   |
| 1999.4.4  | 2000.3.26 | 松本志のぶ | 藤井恒久              |
| 2000.4.2  | 2000.9.24 | 長嶋一茂   | 山本真純              |

- 長嶋・山本は後番組『The独占サンデー』でも継続してキャスターを務めた。また、藤井もサブキャスターとして『 - 独占サンデー』に再登板した。
- 小野坂以前は船越雅史（1986年4月 - 1991年3月）・福澤朗（1991年4月 - 他番組担当のため3か月ほどで降板）が当日のスポーツの結果を伝えていた。

## ネット局
系列は当番組終了時（2000年9月）のもの。
| 放送対象地域   | 放送局             | 系列                          | 備考                              |
| -------------- | ------------------ | ----------------------------- | --------------------------------- |
| 関東広域圏     | 日本テレビ         | 日本テレビ系列                | 制作局                            |
| 北海道         | 札幌テレビ         | 日本テレビ系列                |                                   |
| 青森県         | 青森放送           | 日本テレビ系列                | [ 注 1 ]                          |
| 岩手県         | テレビ岩手         | 日本テレビ系列                | [ 注 2 ]                          |
| 宮城県         | ミヤギテレビ       | 日本テレビ系列                |                                   |
| 秋田県         | 秋田放送           | 日本テレビ系列                |                                   |
| 山形県         | 山形放送           | 日本テレビ系列                | [ 注 3 ]                          |
| 福島県         | 福島中央テレビ     | 日本テレビ系列                | 1981年10月4日から                 |
| 山梨県         | 山梨放送           | 日本テレビ系列                |                                   |
| 新潟県         | テレビ新潟         | 日本テレビ系列                | 1981年4月5日から                  |
| 長野県         | テレビ信州         | 日本テレビ系列                | 1991年4月7日から                  |
| 静岡県         | 静岡けんみんテレビ | テレビ朝日系列                | 番組開始当日から1979年6月24日まで |
| 静岡県         | 静岡第一テレビ     | 日本テレビ系列                | 1979年7月1日から                  |
| 富山県         | 北日本放送         | 日本テレビ系列                |                                   |
| 石川県         | テレビ金沢         | 日本テレビ系列                | 1990年4月1日から                  |
| 福井県         | 福井放送           | 日本テレビ系列 テレビ朝日系列 |                                   |
| 中京広域圏     | 中京テレビ         | 日本テレビ系列                |                                   |
| 近畿広域圏     | よみうりテレビ     | 日本テレビ系列                |                                   |
| 鳥取県・島根県 | 日本海テレビ       | 日本テレビ系列                | [ 注 8 ]                          |
| 広島県         | 広島テレビ         | 日本テレビ系列                |                                   |
| 山口県         | 山口放送           | 日本テレビ系列                | [ 注 9 ]                          |
| 徳島県         | 四国放送           | 日本テレビ系列                |                                   |
| 香川県・岡山県 | 西日本放送         | 日本テレビ系列                | [ 注 10 ]                         |
| 愛媛県         | 南海放送           | 日本テレビ系列                |                                   |
| 高知県         | 高知放送           | 日本テレビ系列                |                                   |
| 福岡県         | 福岡放送           | 日本テレビ系列                |                                   |
| 長崎県         | 長崎国際テレビ     | 日本テレビ系列                | 1991年4月7日から                  |
| 熊本県         | くまもと県民テレビ | 日本テレビ系列                | 1982年4月4日から                  |
| 鹿児島県       | 鹿児島テレビ       | フジテレビ系列                | 番組開始当日から1985年3月31日まで |
| 鹿児島県       | 鹿児島読売テレビ   | 日本テレビ系列                | 1994年4月3日から                  |